# ISO 3166-2:DZ
La ISO 3166-2:DZ es la norma ISO que define los geocódigos específicos de Argelia, es el correspondiente subconjunto de ISO 3166-2. La primera parte de estos códigos es DZ, el definido para Argelia en la ISO 3166-1 , separada por un guion de la segunda, que designan cada una de las 48 provincias (wilaya) y consta de dos cifras:
- 01–31: provincias creadas en 1974
- 32–48: provincias creadas en 1983

Los códigos para ambos grupos de provincias se asignan en orden alfabético árabe.

## Códigos actuales
Los nombres de las subdivisiones figuran en la lista según el patrón ISO 3166-2 publicado por la Agencia de Mantenimiento ISO 3166 (ISO 3166/MA).
Pulsa sobre el botón en el encabezado para ordenar cada columna.
| Código | Nombre de la subdivisión (ar) (nombres convencionales) | Nombre de la subdivisión (ar) |
| ------ | ------------------------------------------------------ | ----------------------------- |
| DZ-01  | Adrar                                                  | أدرار                         |
| DZ-44  | Aïn Defla                                              | عين الدفلى                    |
| DZ-46  | Aïn Témouchent                                         | عين تموشنت                    |
| DZ-16  | Alger                                                  | الجزائر                       |
| DZ-23  | Annaba                                                 | عنابة                         |
| DZ-05  | Batna                                                  | باتنة                         |
| DZ-08  | Béchar                                                 | بشار                          |
| DZ-06  | Béjaïa                                                 | بجاية                         |
| DZ-07  | Biskra                                                 | بسكرة                         |
| DZ-09  | Blida                                                  | البليدة                       |
| DZ-34  | Bordj Bou Arréridj                                     | برج بوعريريج                  |
| DZ-10  | Bouira                                                 | البويرة                       |
| DZ-35  | Boumerdès                                              | بومرداس                       |
| DZ-02  | Chlef                                                  | الشلف                         |
| DZ-25  | Constantine                                            | قسنطينة                       |
| DZ-17  | Djelfa                                                 | الجلفة                        |
| DZ-32  | El Bayadh                                              | البيض                         |
| DZ-39  | El Oued                                                | الوادي                        |
| DZ-36  | El Tarf                                                | الطارف                        |
| DZ-47  | Ghardaïa                                               | غرداية                        |
| DZ-24  | Guelma                                                 | قالمة                         |
| DZ-33  | Illizi                                                 | اليزي                         |
| DZ-18  | Jijel                                                  | جيجل                          |
| DZ-40  | Khenchela                                              | خنشلة                         |
| DZ-03  | Laghouat                                               | الأغواط                       |
| DZ-28  | M'sila                                                 | المسيلة                       |
| DZ-29  | Mascara                                                | معسكر                         |
| DZ-26  | Médéa                                                  | المدية                        |
| DZ-43  | Mila                                                   | ميلة                          |
| DZ-27  | Mostaganem                                             | مستغانم                       |
| DZ-45  | Naama                                                  | النعامة                       |
| DZ-31  | Oran                                                   | وهران                         |
| DZ-30  | Ouargla                                                | ورقلة                         |
| DZ-04  | Oum el Bouaghi                                         | أم البواقي                    |
| DZ-48  | Relizane                                               | غليزان                        |
| DZ-20  | Saïda                                                  | سعيدة                         |
| DZ-19  | Sétif                                                  | سطيف                          |
| DZ-22  | Sidi Bel Abbès                                         | سيدي بلعباس                   |
| DZ-21  | Skikda                                                 | سكيكدة                        |
| DZ-41  | Souk Ahras                                             | سوق أهراس                     |
| DZ-11  | Tamanrasset                                            | تمنراست                       |
| DZ-12  | Tébessa                                                | تبسة                          |
| DZ-14  | Tiaret                                                 | تيارت                         |
| DZ-37  | Tindouf                                                | تندوف                         |
| DZ-42  | Tipaza                                                 | تيبازة                        |
| DZ-38  | Tissemsilt                                             | تسمسيلت                       |
| DZ-15  | Tizi Ouzou                                             | تيزي وزو                      |
| DZ-13  | Tlemcen                                                | تلمسان                        |

Notas
1. ^ Sólo para referencia, los nombres árabes en caracteres árabes no se incluyen en el patrón ISO 3166-2.